# منشفة

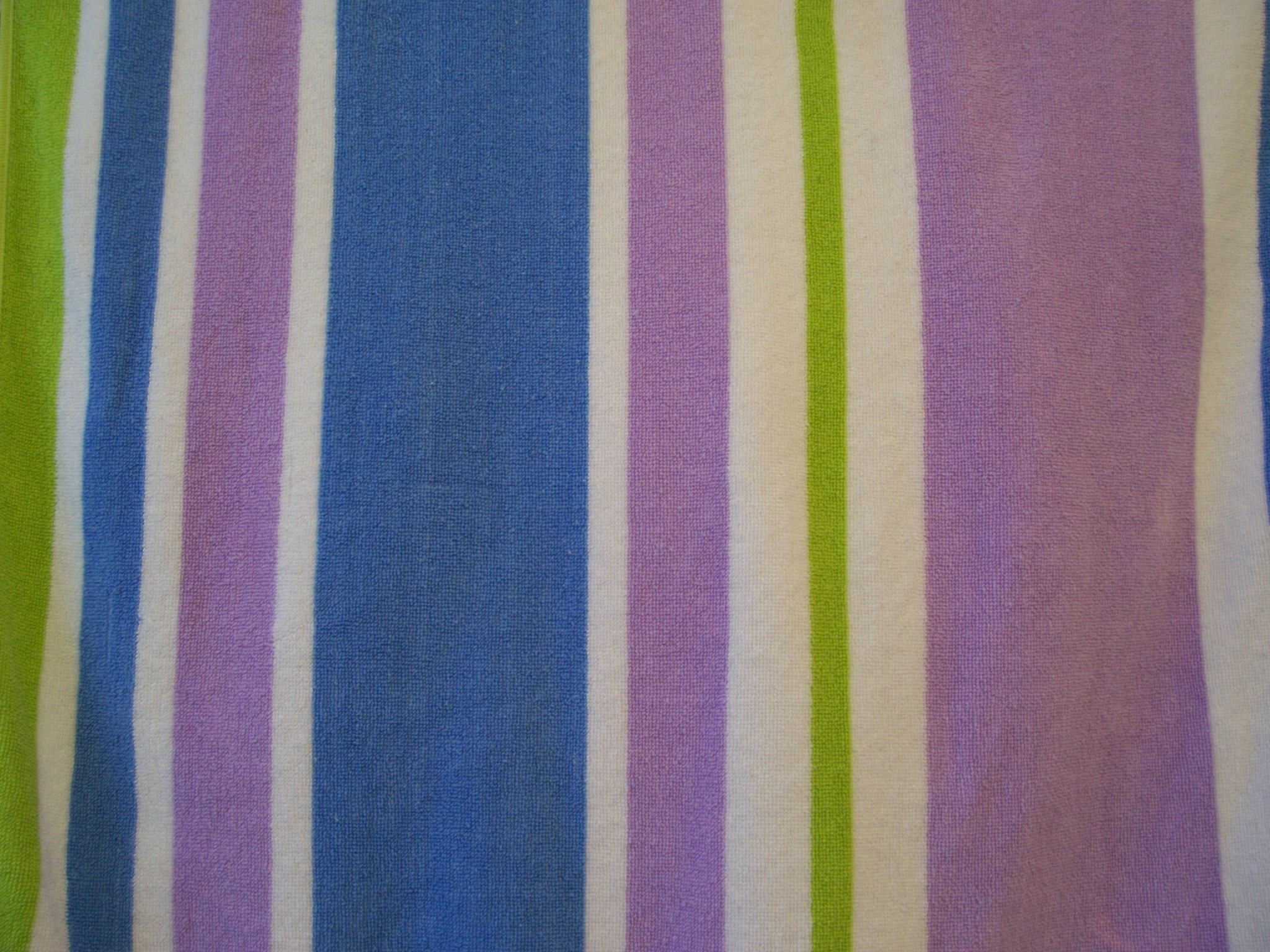
منشفة

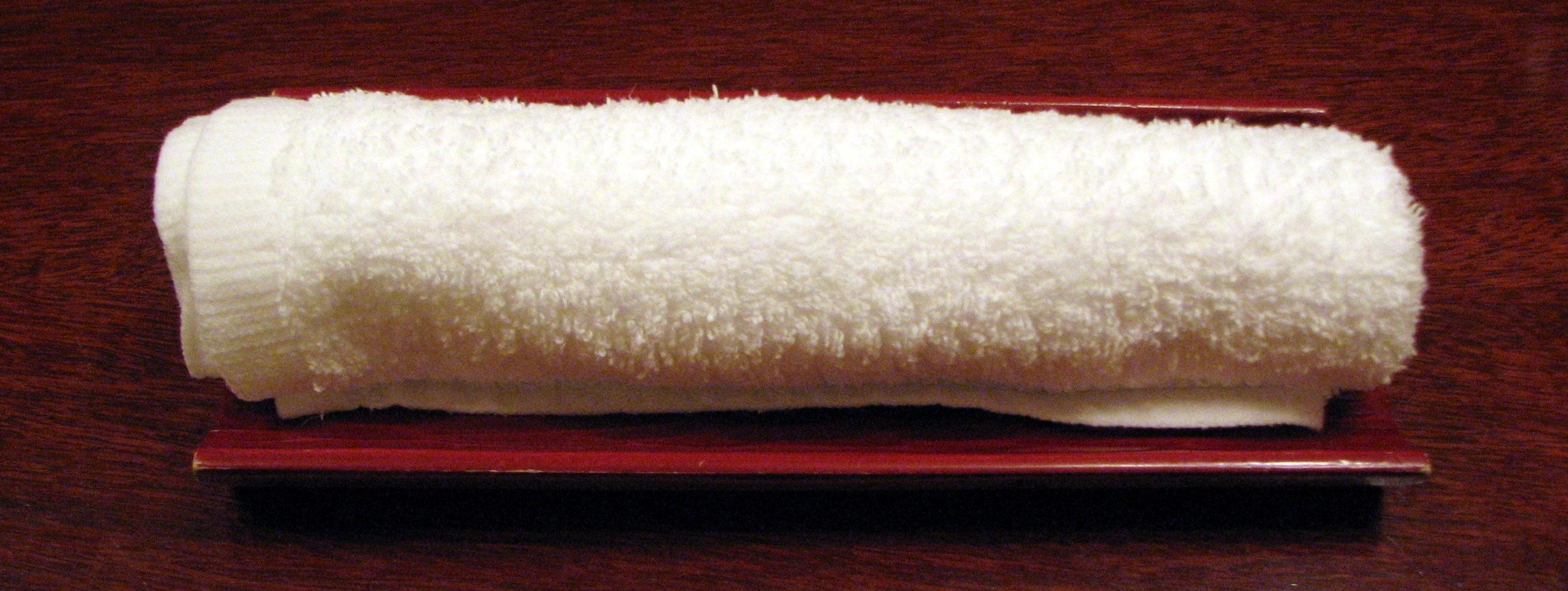
منشفة يابانية ساخنة للتنشيط

المِنْشَفَة أو القَطيلة أو البَشْكِير (من الفارسية: پيشگير) أو الخاولي أو الفُوطَة مسميات مختلفة لشيء واحد، وهو قطعة قماش قطنية نافرة منسوجة بصورة خاصة جيدة لأمتصاص الماء والرطوبة تستخدم في تنشيف وتجفيف اليدين والوجه والجسم بعد الغسيل.
تشتهر سوريا ومصر وتركيا بتصنيع المناشف حيث يصنعها نساجونن حرفيونن أو مصانع نسيج آلي كبيرة. وتصنع المنشفة عادة من القطن الطبيعي ويشتهر القطن المصري بجودته وباستعماله في المنتوجات الفاخرة. وتستخدم اليوم خيوط جديدة لصناعة المنشفة كخيط البامبو وهي نوع من العشب الذي ينمو في اسيا. وترى منظمة الاغذية والزراعة للامم المتحدة (FAO)ان البامبو قد يستعمل لإطلاق التطور الاقتصادي في المناطق الزراعية الآسيوية الفقيرة. وما يؤثر على نوعية المنشفة هو سمك الخيط التي تحاك منه ونوع الفتلات التي تتكون منها المنشفة.
تستخدم في اليابان مناشف بيضاء صغيرة بقياس نحو 6*6 عقدة رطبة وساخنة لمسح الوجه واليدين لمنح الفرد مزيد من الراحة والاسترخاء.
هناك مناشف ذات استخدامات خاصة كالمناشف الصحية النسائية.

## التأثيل

### بشكير
هي كلمة تركية الأصل وتعني قطعه من القماش كبير تستخدم بعد غسل اليدين وبعد الاستحمام.[بحاجة لمصدر]

### فوطة
كلمة ذات أصل تركي عثماني فوته وتعني مئزر.